# جان پی. رایان (هنرپیشه)
جان پ رایان (انگلیسی: John P. Ryan؛ ۳۰ ژوئیهٔ ۱۹۳۶ – ۲۰ مارس ۲۰۰۷) هنرپیشه اهل ایالات متحده آمریکا بود. از فیلم‌هایی که وی در آن نقش داشته است می‌توان به پنج بخش آسان، قطار فرار، آب بندهای میسوری، انجمن پنبه، از نفس‌افتاده و قصه بلند اشاره کرد.